# SPACA9
SPACA9 (англ. Sperm acrosome associated 9) – білок, який кодується однойменним геном, розташованим у людей на 9-й хромосомі. Довжина поліпептидного ланцюга білка становить 222 амінокислот, а молекулярна маса — 25 166.
| 10         |  | 20         |  | 30         |  | 40         |  | 50         |
| ---------- |  | ---------- |  | ---------- |  | ---------- |  | ---------- |
| MNEVKESLRS |  | IEQKYKLFQQ |  | QQLTFTAALE |  | HCRENAHDKI |  | RPISSIGQVQ |
| SYMEHYCNSS |  | TDRRVLLMFL |  | DICSELNKLC |  | QHFEAVHSGT |  | PVTNNLLEKC |
| KTLVSQSNDL |  | SSLRAKYPHD |  | VVNHLSCDEA |  | RNHYGGVVSL |  | IPLILDLMKE |
| WIAHSEKLPR |  | KVLQHVSEPQ |  | AHQESTRGAA |  | RPAQAIGTQP |  | RATKHKCRQL |
| TKASLKPRGC |  | SKPPWRPPGG |  | KL         |  |            |  |            |

A: Аланін

C: Цистеїн

D: Аспарагінова кислота

E: Глутамінова кислота

F: Фенілаланін

G: Гліцин

H: Гістидин

I: Ізолейцин

K: Лізин

L: Лейцин

M: Метіонін

N: Аспарагін

P: Пролін

Q: Глутамін

R: Аргінін

S: Серин

T: Треонін

V: Валін

W: Триптофан

Задіяний у такому біологічному процесі, як альтернативний сплайсинг. 
Локалізований у цитоплазмі, цитоплазматичних везикулах.